# Busti di papa Innocenzo X
I busti di Papa Innocenzo X sono due opere realizzate da Gian Lorenzo Bernini, raffiguranti Giovanni Battista Pamphilj, ossia Papa Innocenzo X. Sono state scolpite entrambe attorno al 1650 e sono conservate alla Galleria Doria Pamphilj di Roma. Come nel caso dei busti di Scipione Borghese, si crede che Bernini realizzò una seconda versione nel momento in cui scoprì un'imperfezione nella prima. Esistono numerose rielaborazioni dei busti, scolpite da altri artisti, tra cui quelle di Alessandro Algardi.